# Juan Burgueño
Juan Burgueño Pereira (ur. 4 lutego 1923, zm. 21 września 1997) – piłkarz urugwajski, napastnik.
Jako piłkarz klubu Danubio FC wziął udział wraz z reprezentacją Urugwaju w mistrzostwach świata w 1950 roku. Urugwaj zdobył tytuł mistrz świata, jednak Burgueño nie zagrał w żadnym meczu. Po mistrzostwach grał w Argentynie, w klubie Atlanta Buenos Aires.